# دیوید سیلوین
دیوید سیلویَن (انگلیسی: David Sylvian؛ زادهٔ ۲۳ فوریهٔ ۱۹۵۸) موسیقی‌دان و خواننده-ترانه‌سرای اهل انگلستان است. او اواخر دههٔ ۷۰ میلادی به‌عنوان خواننده و ترانه‌سرای گروه موسیقی جپَن (Japan) به شهرت رسید و در ادامه به فعالیت تک‌نفره و همکاری گاه‌به‌گاه با هنرمندان دیگر پرداخت. سبک موسیقایی او متأثر از انواع موسیقی‌های جاز، آوانگارد، امبینت، الکترونیک و پراگرسیو راک است.